# Parc Nacional del Salonga
El Parc Nacional de Salonga és un parc nacional a la República Democràtica del Congo. És la selva tropical protegida més gran d'Àfrica, abastant uns 36.000 km² o 3.600.000 hectàrees a les províncies de Mai Ndombe, Equateur, Kasaï i Sankuru.

## Història
El 1984, el parc nacional es va inscriure a la llista del Patrimoni de la Humanitat de la UNESCO per protegir una gran franja de selva tropical al centre de la conca del riu Congo relativament intacta i el seu important hàbitat per a moltes espècies rares. A causa de la guerra civil a la meitat oriental del país, es va afegir a la Llista del Patrimoni de la Humanitat en perill el 1999.
El 1999 estava classificat com a amenaçat a causa de la caça furtiva i la construcció d'habitatges, però després el seu estat de conservació ha millorat i el lloc es va eliminar de la llista en perill el 2021.
El parc està cogestionat per l'Institut Congolais pour la Conservation de la Nature i el World Wide Fund for Nature des de 2015. S'està duent a terme una àmplia consulta, amb les dues principals poblacions que viuen dins del parc; els Iyaelima, els últims residents del parc i els Kitawalistes, una secta religiosa que es va instal·lar al parc just després de la seva creació. Hi ha una intensa col·laboració entre els guàrdies del parc i els Iyaelima, ja que els pobles d'Iyaelima s'utilitzen com a llocs de guàrdia. Se sap que les densitats de bonobos són més altes als pobles d'Iyaelima, cosa que demostra que no amenacen les espècies emblemàtiques del parc.

## Ubicació i clima
El parc nacional de Salonga es troba entre 350 i 700 m sobre el nivell del mar. Amb una grandària total de 36.500 km², dividit en una part nord i una part sud per un corredor d'uns 40 km d'ample, és el parc nacional de boscos tropicals més gran del món. Les seves fronteres estan formades principalment per rius. De mitjana, cauen més de 2000 mm de pluja en un any.
El sector nord
Ubicat a una altitud d'uns 300 m a l'oest, s'enfila cap a l'est on culmina al voltant dels 350 m. Està, a més, completament coberta per la selva equatorial, terra seca sobre hidromorfs, antigament pastures dels elefants víctimes d'una «enorme pressió cinegètica» però dels que encara hi sobrevivien alguns grups a principis del segle xxi.
La part occidental d'aquest sector té la forma d'un altiplà de baix relleu on els rius són molt amples i tenen un curs extremadament sinuós i riberes pantanoses (1 km a 4 km a banda i banda en uns quants llocs). A la part est d'aquest sector cap a l'estació de Mondjoku, el relleu canvia i l'altiplà s'eleva notablement; les valls es tornen escarpades i els rius flueixen al peu dels penya-segats aconseguint de vegades una alçada de 80 m. Aquest sector està habitat pels kitawalistes que utilitzen cultius de tala i crema, i els empren per a llenya per al foc i la fabricació de canoes, recullen mel i els seus resultats com a incendis, desforestació per a l'establiment de cultius alimentaris, tall de llenya per a calefacció.
El sector Sud
De major altitud (aproximadament 350 m al Nord-oest, culmina al sud-est a aproximadament 700 m). Abarca la línia de la serralada que separa les conques hidrogràfiques dels rius Luilaka al nord, Likoro a l'oest i Lukenie al sud. Aquest sector està habitat pels Yaelima els qui també usen el bosc per a les seves necessitats (alimentació, caça, agricultura, foc, construcció, canoes). Al voltant del 30% del sector sud és la llar de grups de pigmeus.

## Ecologia
Situat al centre de la Conca del Congo, el Parc Nacional de Salonga protegeix la selva tropical més gran d'Àfrica i la segona del món. Les grans dimensions i la complexitat ecològica d'aquesta selva tropical han permès que les espècies i les comunitats evolucionin relativament sense ser pertorbades. Com a resultat, el parc nacional protegeix un ecosistema altament biodivers i únic. De les 735 espècies de plantes identificades a la part sud-oest del parc, el 85% depèn dels animals per dispersar les llavors, procés anomenat Zoocoria.
Molts grans mamífers es troben al parc en densitats relativament altes, incloent-hi els antílops bongo, mangabeis de cresta negra, lleopards i bonobos. La regió del sud ha estat el lloc on s'han realitzat estudis sobre els bonobos en estat salvatge. Hi ha poblacions de bonobos molt més grans a prop dels assentaments dels Iyaelima que en altres parts del parc, aparentment perquè els Iyaelima no els fan mal i estan exercint un fort paper en la seva conservació. A pesar de la pressió de la caça, al parc sobreviu una població viable de elefants del bosc.
Altres mamífers del parc són el mono Dryas, el còlob vermell de Thollon, el lleopard, el pangolí cuallarg, el pangolí gegant, el pangolí arborícola, la mangosta esvelta d'Angola, la geneta aquàtica, hipopòtam, el gat daurat africà, el potamoquer de riu, el duiquer de llom groc, el sitatunga, l'okapi, l'antílop septentrional, l'antílop mesquer nan d'aigua i el búfal de bosc.
Hi ha moltes espècies d'aus presents dins del parc, com la garsa bouera, la cigonya negra i el tàntal africà. El paó del Congo, una espècie d'au amenaçada endèmica de la conca del Congo i l'au nacional de la República Democràtica del Congo, viu tant als boscos primaris com als secundaris del parc.
S'han identificat 56 espècies de peixos al parc, incloent-hi els peixos gat Clarias buthupogon i Synodontis nigriventris. Els cocodrils de musell fi africans també es troben dins del parc.

## Gestió

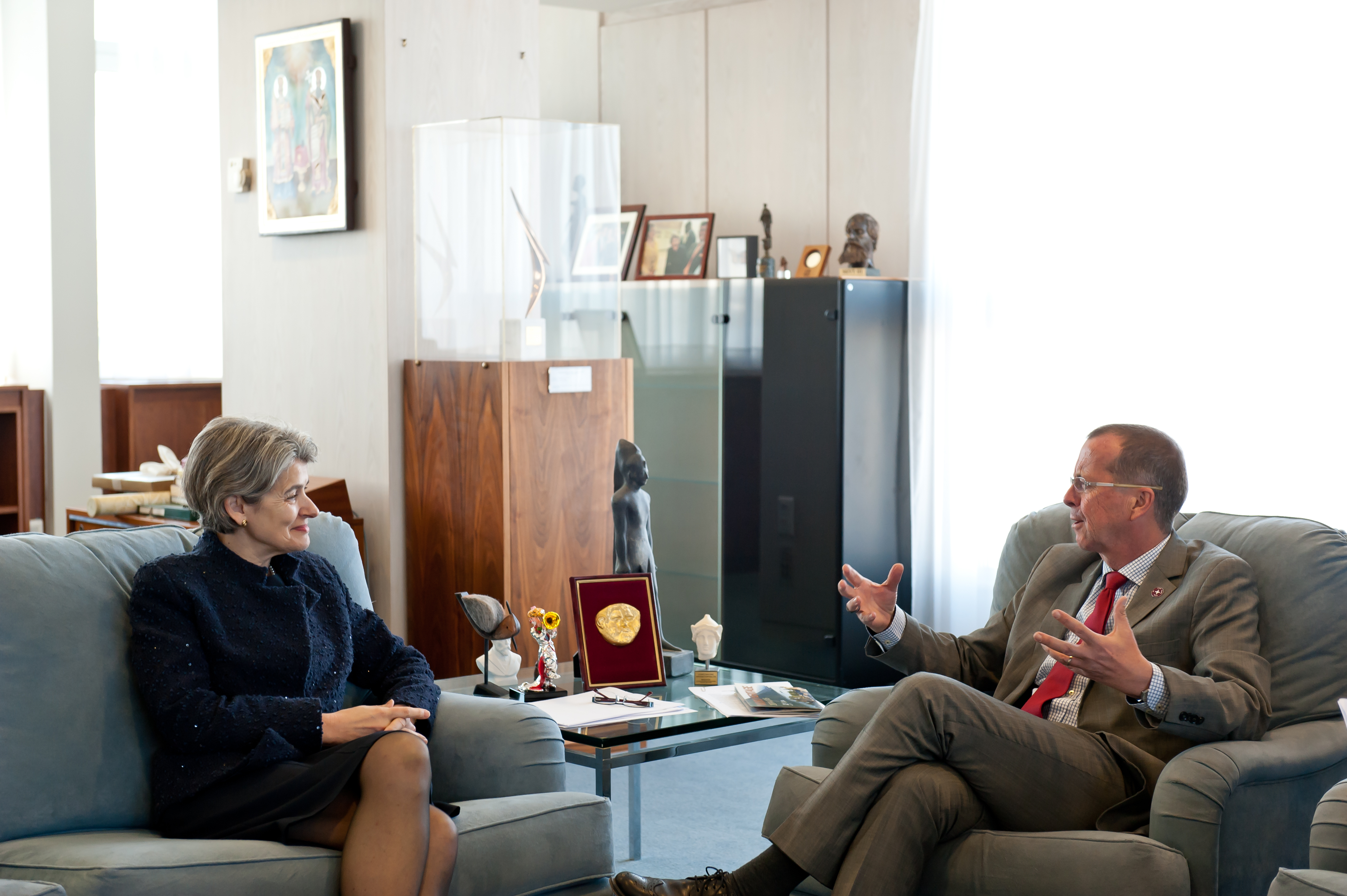
L'any 2015, Martin Kobler es va reunir amb Irina Bokova (directora general de la UNESCO del 2009 al 2017) sobre el compromís conjunt de la MONUSCO i la UNESCO per protegir 5 llocs del patrimoni mundial a la RDC (parcs nacionals de Salona, Virunga, Kahuzi-Biega, Garamba i Reserva de fauna dels Ocapis) (4 de març de 2015, París).

Està emmarcat per una ordenança llei 70-318 de 30/11/1970 i per la llei 69-041 de 28/08/1969, de conservació de la natura a la RDC. A «Comitè de Coordinació del Lloc» (COCOSI) reuneix els socis del PAR, el responsable de l'obra i els seus companys una o diverses vegades l'any. L'any 2016, ICCN i WWF van signar un acord perquè l'ONG cogestió el parc amb l'organització encarregada de la conservació dels espais naturals del Congo.
La gestió té com a objectiu protegir la integritat ecològica i la sostenibilitat dels hàbitats d'espècies forestals clau com el ximpanzé pigmeu Bonobo i altres micos per Salonga (i altres parcs nacionals) són crucials, el paó del Congo. (Afropavo congensis), el bongo (Tragelaphus eurycerus), el fajol negre (Lophocebus aterrimus), l'elefant forestal africà. També trobem encara el lleopard (Panthera pardus) i el Gharial africà (fals cocodril). La «lluita contra la difaunació» (aquí principalment a través de la caça i la caça furtiva) és tant més important que als boscos equatorials i tropicals són els mamífers i els ocells els que sovint escampen les llavors, i que de vegades fins i tot fertilitzen determinades plantes.
Sembla important gestionar correctament el parc per interessar-se també per la franja de terreny que el talla en dos. La UNESCO ha recomanat la creació de corredors biològics per desfragmentar el parc connectant els dos sectors que es descriuen a continuació. També va recomanar reforçar la seguretat al parc, i es va fer un primer reforç el 2018. L'ONU també va recomanar una millor integració en la gestió del Parc de les comunitats locals que viuen al corredor que separa els dos sectors del parc, mitjançant més gestió dels recursos naturals «participatiu», la creació d'un fons internacional destinat a la gestió del parc i un augment del nombre de guardabosques (Bèlgica va oferir una assistència important, reforçada el 2009, inclosa la publicació de mapes científics detallats de llocs del patrimoni mundial a la RDC, 26 de juny de 2009), insuficients atesa la seva seguretat (varis van ser assassinats), la inaccessibilitat i la immensitat de les zones a vigilar.
En un context d'inestabilitat política, de forta pressió sobre els recursos miners i forestals i de conflictes armats a la conca del Congo, la gestió dels dos sectors (nord i sud) es facilita (l'aïllament dificulta la sobreexplotació dels recursos forestals industrials) i es fa més complex pel seu aïllament i la seva mida (la majoria del Parc només és accessible per aigua). El gestor (Institut Congolese per a la Conservació de la Natura o ICCN) ha de tenir en compte especialment la presència de pigmeus, uns quants altres pobles intraparc que practiquen una economia de recol·lecció i caça, i una important caça furtiva, i reivindicacions sobre les terres del parc d'una «part de les terres per la població local» que qüestiona els límits del parc, però també s'enfronta a la caça furtiva que utilitza noves pràctiques (incloses les armes de guerra utilitzades pels militars i altres caçadors furtius per proveir-se de carn que és objecte d'importants tràfics comercials).
El Congo ja produïa petroli (uns 25.000 barrils/dia el 2010, inclosos 15.000 en terra i 10.000 en alta mar). Sota l'egida del Ministeri d'Hidrocarburs congolès, aquest oli és explotat pel grup francès Perenco, creat i gestionat per Hubert Perrodo i amb seu a Londres. Perenco-Rep és responsable onshore i Lirex (una altra filial del grup) opera offshore, en col·laboració amb Congolaise des hydrocarbures (COHYDRO, antiga empresa nacional privatitzada el 2010), però aquests dipòsits estan en procés d'esgotament. Si bé les reserves de petroli eren conegudes a l'interior del Parc, el 2007, el govern va decidir preassignar la seva explotació, mitjançant un contracte de repartiment de la producció de petroli (signat el 21 de desembre de 2007) entre el govern i la Société Nationale des Hydrocarbons (SONAHYDROC), associada amb la Compagnie Minière du Congo SPRL (COMICO) que té les concessions següents: «blocs 1 a Mbandaka, 2 a Lokoro i 3 a Busira a Cuvette-Centrale», cadascun d'aquests blocs de petroli superposant-se completament al Parc Nacional de Salonga. El WWF (soci oficial en la gestió del Parc), va sol·licitar immediatament que tot el Parc de la Salonga quedés exclòs de les zones definides per les autoritats nacionals per a l'explotació del petroli. Després d'una onada de retrets i una petició «No a sacrificar els primats pel petroli!» posat en marxa l'any 2018 per la xarxa Save the Forest, la UNESCO fins i tot després d'haver amenaçat amb retirar el Parc de la llista del patrimoni mundial de la UNESCO, a mitjan 2021 el Govern finalment va prohibir l'explotació, fins i tot declarant la nul·litat de les concessions que es superposaven a l'espai natural protegit. (El Congo s'havia adherit a la Iniciativa de Transparència de les Indústries Extractives o EITI), la gestió dels actius minerals sòlids ha mostrat greus fracassos que no auguren bé per a una bona gestió dels recursos de gas i petroli). Aleshores, el Comitè del Patrimoni Mundial de la UNESCO va decidir retirar el Parc de la Llista de Patrimoni Mundial en Perill (on estava catalogat des de 1999 a causa de la pressió sobre diverses espècies patrimonials i amenaçades, i la protecció de la natura insuficient a les dues zones de el parc). Les ONGE com Save the Forest, però, continuen preocupades i mobilitzades al país, perquè un altre parc (el Parc Nacional de Virunga) continua amenaçat per la indústria petroliera i els abusos ecològics (massacres d'animals, entre ells hipopòtams per exemple).
Situat al cor de la conca del Congo, el parc nacional de Salonga és la reserva de selva tropical més gran d'Àfrica.

### El cas particular del Bonobo
Aquesta espècie és emblemàtica per al Parc, perquè va ser creada l'any 1970 com a reserva natural de bonobos (i l'elefant de bosc Loxodonta africana cyclotis), i perquè és especialment vulnerable (és un dels dos grans simis més amenaçats d'Àfrica amb el Goril·la de muntanya africà (Gorilla beringei). Aquest parc acull uns quants «punts calents» poblacions de bonobos, descobertes per Blake (2005) i Reinartz et al. (2006), i teòricament constitueix l'àrea d'hàbitat de bonobo més gran, oficialment no pertorbada i protegida .
Una bona gestió i compliment dels plans d'acció de conservació dels bonobos impliquen la realització d'enquestes regionals de distribució (segons una metodologia revisada el 2008), i abundància d'espècies, per tal d'identificar poblacions prioritàries a protegir i adaptar la conservació a escales pertinents, però una gran part del parc segueix sent molt difícil d'accedir. Tanmateix, sabem que els bonobos s'associen més sovint amb boscos mixts madurs amb sotabosc herbaci (Marantaceae) (36,8%), per davant del sotabosc llenyós (23,6%), i el bosc secundari antic amb sotabosc de Marantaceae (10,5%) i els llocs de nidificació només es troben en aquests tres tipus de boscos (de vegades anomenats boscos nidificants); els nius eren més comuns al bosc mixt madur/ marantaci.
 La densitat del niu es correlaciona positivament amb la mida dels pegats intactes d'aquests «boscos nidificants», que implica que l'ecologia del paisatge forestal (mitjançant els factors mida, forma, condició i tipus de parcel·les forestals) influeix en la densitat dels bonobos. I és probable que una major disponibilitat de recursos (aliments i nidificació) indueixi o permeti un grup més gran. Els investigadors també van confirmar al parc «una associació inversa significativa entre la densitat de bonobo i la presència humana».

### Problemes ictiològics
Els coneixements ictiològics taxonòmics i distributius, i de manera més àmplia la biodiversitat d'aigua dolça, estan lluny d'estar actualitzats a l'Àfrica equatorial i tropical, i encara més a la selva tropical, particularment en aquest Parc. Però uns quants estudis han demostrat tanmateix una riquesa ictiològica extrema (tant en diversitat d'espècies com en abundància, tant al Nord com al Sud del Parc. Així, completant un estudi previ (Inogwabini, 2005), Monsambula, Iyaba i Stiassny (el 2013) van descriure 152 espècies (de 24 famílies) incloent 9 presumptes tàxons encara desconeguts per la ciència.
No obstant això, aquests peixos estan amenaçats localment pels cultius de tala i crema, per l'ús de productes químics per a la pesca i en els últims anys per la desastrosa introducció de la pesca amb dinamita. Els ictiòlegs demanen accions urgents per frenar aquestes activitats, almenys a l'interior del Parc.
Els peixos més comuns són el silur Claria buthupogon i el synodontis nigriventris, però els residents del parc han informat als investigadors d'altres 26 espècies de peixos trobades amb més o menys freqüència durant les seves accions de pesca.